# Kertanegara de Singhasari
Kertanegara de Singasari (nombre completo Sri Maharajadiraja, Sri Kertanegara Wikrama Dharmatunggadewa), Kritanagara, o Shivabuda (muerto en 1292) fue el último y más destacado soberano del reino javanés de Singhasari, reinando de 1268 a 1292. Bajo su gobierno el comercio y el poder de Java se desarrollaron considerablemente, llegando a los rincones más alejados del archipiélago indonesio.

## De fondo
Kertanegara fue el quinto rey de Singasari e hijo del rey anterior, Wisnuwardhana (r. 1248–1268). Efectivamente mantuvo el poder desde 1254 y oficialmente sucedió a su padre a su fallecimiento en 1268.: 188  La dinastía Singasari había subido al poder en Java tras el derrocamiento del anterior reino Kediri por Ken Arok, el primer gobernante Singhasari en 1222.
Kertanegara como el resto de la élite javanesa era seguidor de un misticismo tántrico sincrético que mezclaba elementos del hinduismo y del budismo, y se presentó como la encarnación divina de rey-dios Shiva y de Buda. Kertanegara celebró muchos festivales religiosos y encargó numerosas esculturas y placas de metal votivas durante su reinado.

## Conquistas

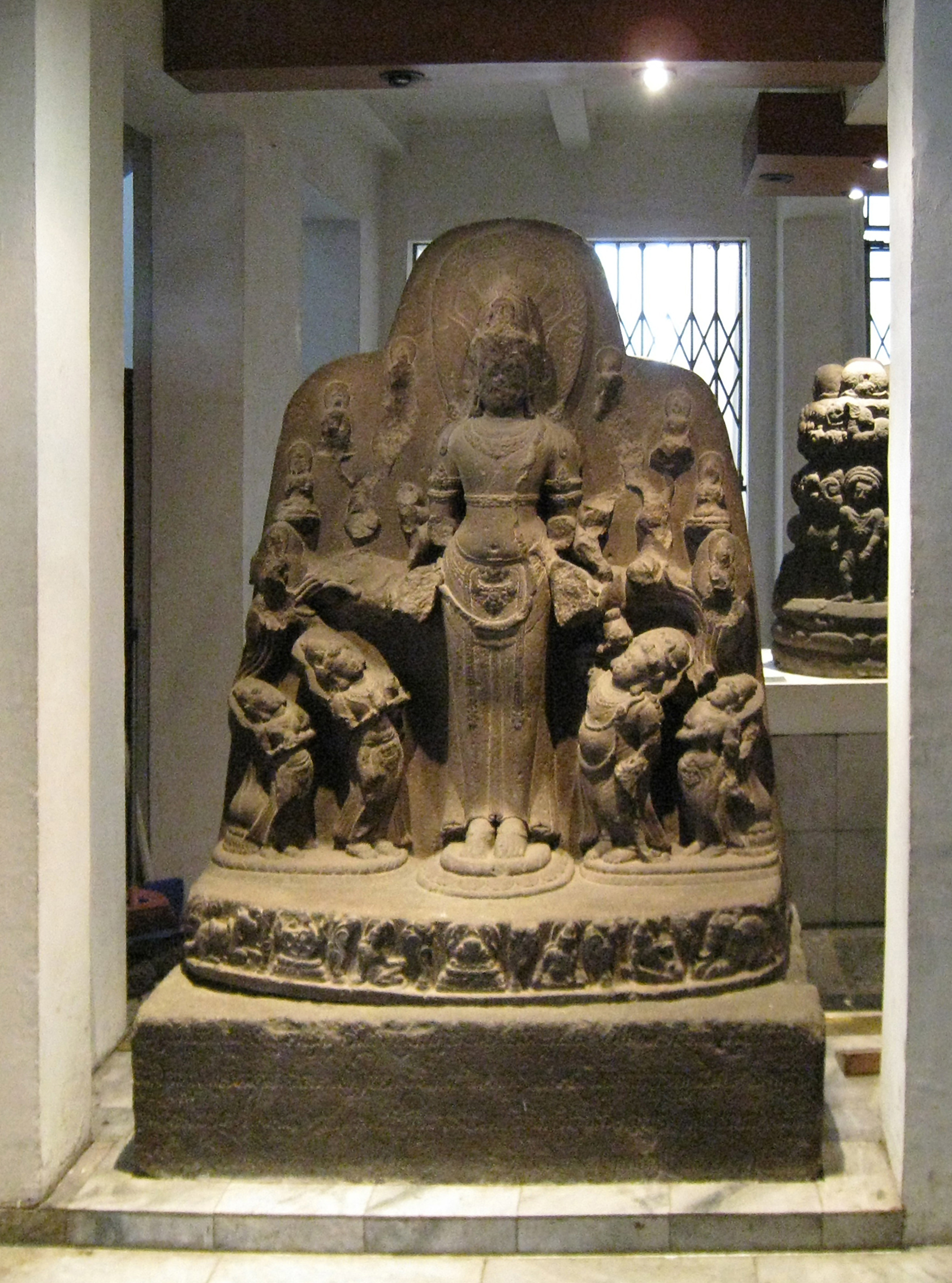
Estatua de Amoghapasa presentada por Kertanegara de Singhasari al reino Melayu del este de Sumatra.

Singhasari alcanzó la cumbre de su poder durante el gobierno de Kertanegara, que logró una gran expansión del poder de Java sobre Sumatra, la península malaya, y Bali, extendió la participación javanesa en el lucrativo comercio de especias con las Islas Molucas y también sofocó las rebeliones en Java de Cayaraja (Bhayaraja) en 1270 y Mahisha Rangkah en 1280.: 198 
Kertanegara fue el primer soberano javanés con ambiciones territoriales que se extendió más allá de la isla de Java. En 1284, sometió a la cercana Bali a vasallaje. Kertanagara consiguió una alianza con Champa, otro estado dominante en el sudeste asiático.
Al final de su reinado, la expedición Pamalayu logró obtener el control sobre el reino Melayu en Sumatra oriental, y posiblemente también consiguió control sobre el de Sonda y la hegemonía sobre el estrecho de Malaca. Otras áreas en la isla de Madura y Borneo también ofrecieron su sumisión a Kertanegara.

## Conflicto con los mongoles
Tras la conquista de la China Song, la dinastía Yuan mongol buscó extender su dominio en el sudeste asiático. En 1289 Kublai Kan, nieto de Gengis, envió sus propios embajadores a Java para pedir tributo. Kertanegara tomó como una grave ofensa la petición y arrestó a los enviados. Ordenó mutilar sus caras, cortar sus orejas y les devolvió a China con los rostros desfigurados.
Sabiendo que los mongoles enviarían una expedición militar para castigarle, Kertanegara intentó solidificar su poder. Alrededor de 1290, envió la expedición Pamalayu a Sumatra, conquistando Jambi en el sur, uno de los estados sucesores de Srivijaya. Jambi era uno de los primeros estados indonesios donde el Islam había establecido su presencia, y ya mantenía relaciones cordiales con la China Yuan.
Kublai Kan ordenó que una fuerte expedición naval punitiva fuera enviada contra aquellas remotas islas ecuatoriales para castigar a Kertanegara en 1292.: 198 

## Rebelión de Jayakatwang
Mientras tanto, Kertanegara dominaba toda Java, pero antes de la llegada de la flota mongol, un cambio político dramático ocurrió. Jayakatwang, príncipe de Kediri y uno de los vasallos de Singhasari más poderosos, se rebeló contra su señor. Con la mayor parte del ejército javanés en campaña en el extranjero y la defensa Singasari así debilitada, Jayakatwang aprovechó la oportunidad y lanzó un golpe contra Kertanegara. Lanzó un ataque de distracción en el noreste de Java, donde sus tropas atrajeron a las tropas Singhasari restantes que quedaban en la isla lejos de la capital. Con Kutaraja, la capital Singhasari indefensa, Jayakatwang la atacó desde la montañosa región sur.
Kertanegara fue asesinado junto con muchos cortesanos en su palacio en mayo o junio de 1292. Jayakatwang se declaró nuevo gobernante de Java y rey del restaurado reino Kediri.: 199 
Entre los pocos parientes supervivientes de Kertanegara estaba su yerno, Raden Wijaya, que huyó a la isla de Madura, donde fue protegido por su regente, Arya Viraraja. Wijaya entonces se estableció más abajo en el delta del río Brantas, donde construyó un asentamiento que pronto se convertiría en el poderoso imperio de Majapahit.: 199–200 

## Legado
Raden Wijaya utilizó las tropas mongolas recién llegadas para derrocar a Jayakatwang. Wijaya después traicionó a sus aliados mongoles, que estaban agotados después de la guerra, les echó de Java y estableció Majapahit como uno de los imperios más grandes surgidos en territorio de la moderna Indonesia.: 200–201 
Kertanegara no dejó heredero varón, pero a través de su hija Gayatri Rajapatni, casada con Raden Wijaya, Kertanegara fue el antepasado de la dinastía Rajasa, la dinastía gobernante de Majapahit. Su hija Gayatri y su nieta Tribhuwana Wijayatunggadewi fueron reinas gobernantes de Majapahit. Su bisnieto Hayam Wuruk fue el rey más grande de Majapahit, que alcanzó durante su reinado su máxima extensión.
Kertanagara fue más tarde elogiado como Mahaksobya Dyani Buda por sus descendientes en la inscripción Wurare.